# Symphurus melanurus
Symphurus melanurus е вид лъчеперка от семейство Cynoglossidae. Видът не е застрашен от изчезване.

## Разпространение и местообитание
Разпространен е в Гватемала, Еквадор, Колумбия, Коста Рика, Мексико, Никарагуа, Панама, Перу, Салвадор и Хондурас.
Среща се на дълбочина от 1 до 109 m, при температура на водата около 25,9 °C и соленост 33 ‰.

## Описание
На дължина достигат до 18,6 cm.